# Козлятник лекарственный
Козля́тник лекарственный, или Козлятник апте́чный, или Галега лека́рственная, или Козья рута (лат. Galéga officinális) — многолетнее корневищное травянистое растение; вид рода Козлятник семейства Бобовые (Fabaceae).

## Ботаническое описание

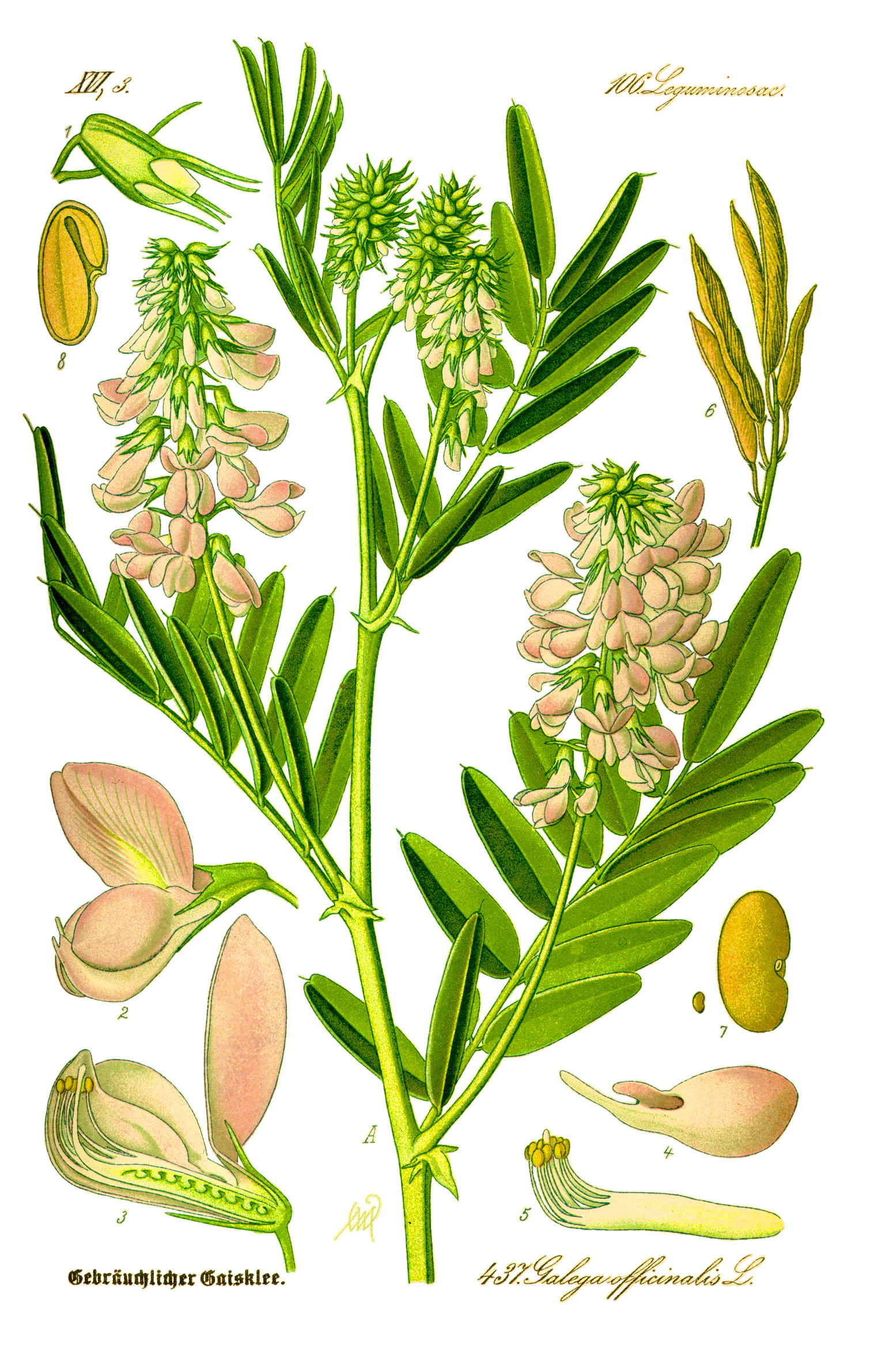

Многолетник с яровым типом развития и стержневым корнем без корневых отпрысков. Стебли толстые прямые и ветвистые, высотой 80—150 см, с плотным облиствинением. Листья непарноперистые сложные, длиной около 15 см, с 5—10 парами линейно-вытянутых листочков, длиной от 1 до 4 см. Соцветие собрано в удлинённую верхушечную многоцветковую кисть достигающую 25 см в длину. Цветки мотылькового типа, вырастают из пазух верхних листьев. Венчик цветка светло-голубого цвета, крылья и лодочка белые.  Цветение наступает в июне, плодоношение — в августе. Плоды — бобы, не имеют опушения, направлены вверх, длиной 2—4 см.
Число хромосом 2n = 16.

## Распространение и экология
Галега распространена в степных районах Украины, Закарпатья, Молдавии. Растёт на болотах и возле канав, вдоль рек и болотистых ручьев, в низинных местах. Иногда встречается в больших количествах.
Хорошо отзывается на удобрения. Благодаря способности корней проникать глубоко в почву хорошо переносит засуху и даже в самые засушливые годы даёт высокий урожай зелёной массы и семян. Предпочитает плодородные, рыхлые и влажные почвы.

## Химический состав
Все органы растения содержат алкалоиды. Из семян выделены алкалоиды галегин, лютеолин и его глюкозид галутеолин, в траве содержится алкалоид пеганин и сапонины, немного горьких и дубильных веществ.
В абсолютно сухом состоянии собранный в фазе цветения содержит 6,7 % золы, 12,9 % протеина, 1,0 % жира, 37,8 клетчатки и 41,6 % БЭВ.

## Значение и применение
По содержанию питательных веществ уступает козлятнику восточному (Galega orientalis). Сено собранное до цветения удовлетворительно поедается лошадьми и коровами, однако требуется предварительное приучение. После цветения древеснеет, приобретает противный запах и горький вкус, скотом не поедается. Семена употребляются в корм птице и скоту.
Смертельно ядовит для овец. Во Франции зафиксированы случаи массового отравления. В одном случае пало 50 голов из 138, в другом 54 из 370. Симптомы отравления: затруднённое дыхание, кашель, пенистая жидкость из ноздрей и вздутие. Гибель наступает в течение 1—2 дней. Дальнейшие опыты показали, что смертельная доза для овцы составляет 3 кг сена.
Второстепенный медонос.
Применялся в народной медицине как мочегонное, противоглистное и потогонное средство.
Для лечения применяется трава (лат. Herba galegae).
Собирают надземную часть растения, отрезают верхушки у цветущих растений высотой 20—25 см и быстро их сушат.

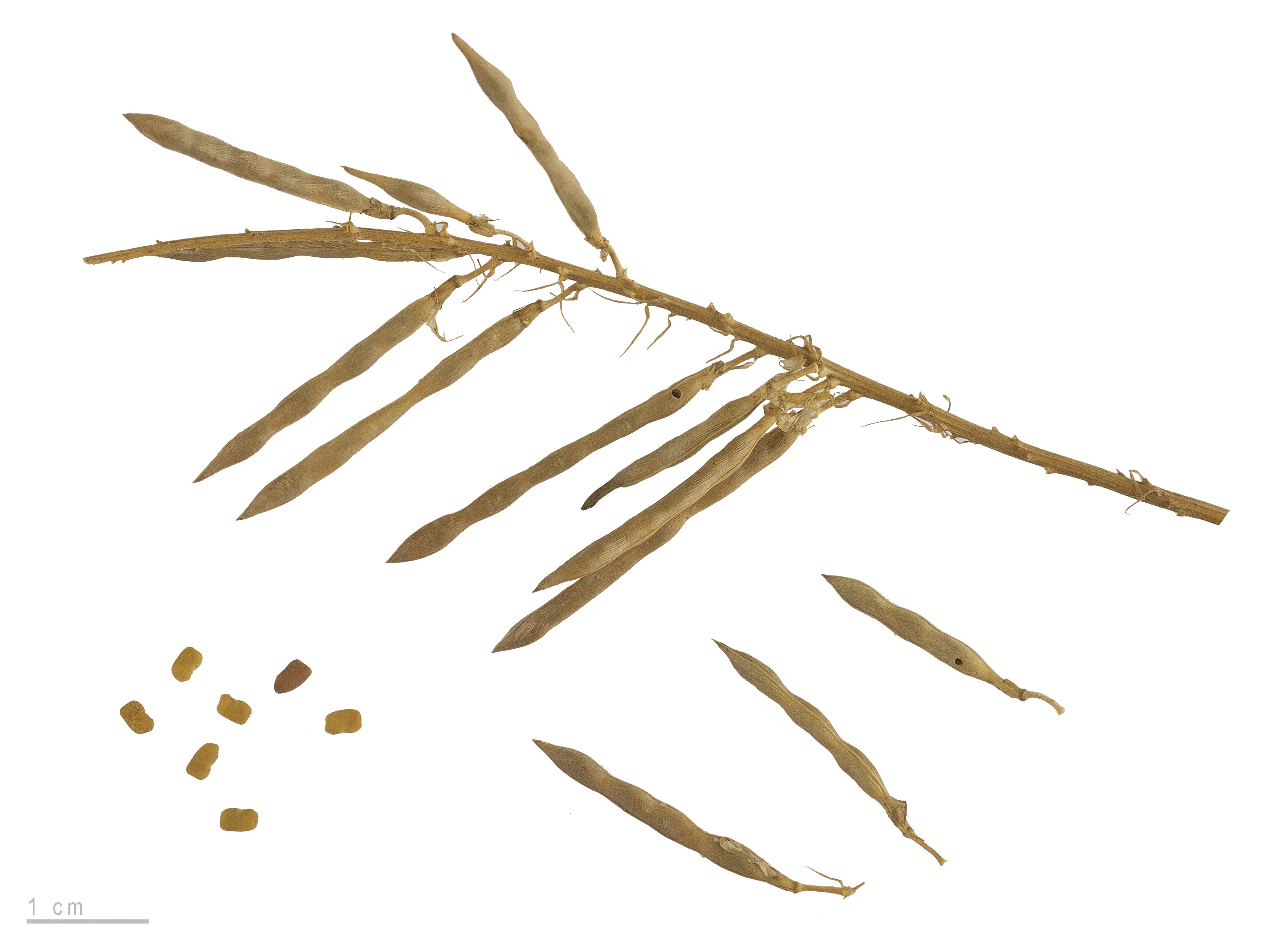
Плоды и семена

Используется в народной медицине как средство против диабета; также применяется для повышения лактации, как мочегонное и потогонное. Растение ядовито, поэтому дозировка строго ограничена, рекомендуется консультация с врачом.
Действующим веществом с гипогликемическим действием является галегин, являющийся родоначальником класса сахароснижающих препаратов - бигуанидов, из которых в настоящее время применяется метформин как препарат выбора для лечения сахарного диабета II типа.

## Таксономия
Galega officinalis L., Species Plantarum 2: 714. 1753.
Синонимы
- Galega bicolor Boiss. & Hausskn. ex Regel
- Galega patula Steven
- Galega persica Pers.
- Galega vulgaris Lam.